# Адонис Киру
А̀донис Кѝру (на гръцки: Άδωνις Κύρου; на френски: Adonis Kyrou) е гръцко-френски кинокритик, режисьор и сценарист.

## Биография
Роден е на 18 октомври 1923 г. в Атина в семейството на собственика на ежедневника „Естия“. Участва в Съпротивата и в Гръцката народна освободителна армия по време на Гражданската война, а в края на 1945 г. емигрира във Франция, където остава до края на живота си. В Париж се сближава със сюрреалистите, участва в издаването на сюрреалистичното списание за кино „Аж дю Синема“, а от 1952 г. редовно пише в „Позитиф“. От 50-те години режисира собствени филми, повечето от тях късометражни, като сред по-известните му работи са „Le temps des assassins“ (1962), „Mπλόκο“ (1965), „Sial IV“ (1969), „Монахът“ („Le moine“, 1972).
Умира на 4 ноември 1985 г. в Париж.

## Избрана филмография
- „Le temps des assassins“ (1962)
- „Mπλόκο“ (1965)
- „Sial IV“ (1969)
- „Монахът“ („Le moine“, 1972)